# Nowellkodekset
Nowellkodekset (eller Cotton Vitellius A. xv) er et af fire betydelige angelsaksiske manuskripter eller kodekser. Det er berømt for den eneste manuskript af det episke digt Beovulfkvadet, som er Englands nationalepos. Desuden omfatter det et fragment af Sankt Kristoffers liv og Aleksanders brev til Aristoteles, Østens underværker og Judith.
Manuskriptet er i British Library sammen med resten af Cotton-samlingen.

## Navn og datering
Det bevarede kodeks er en sammenstilling af mindst to manuskripter, som er blevet sammenflettet i 1600-tallet. Det første dateres til 1100-tallet og indeholder fire prosaværker. Det er det andet langt ældre manuskript, som er berømt og hedder Nowellkodekset efter Laurence Nowell. Hans signatur er indskrevet på dets første side, og han var angiveligt manuskriptets ejer i midten af 1500-tallet. Det blev købt af sir Robert Cotton. I hans bibliotek var det det 15. manuskript på første hylde i et bogskab med en buste af den romerske kejser Vitellius.

## Historie
Nowellkodeksets er dateret til begyndelsen af 1000-tallet. Det blev beskadiget i 1731, da en brand delvis ødelage Cotton-biblioteket. Kun kanterne er afsvedne. Der blev først gjort seriøse forsøg på restaurering i 1800-tallet, men da var det stærkt mørnet, og kanterne på mange af siderne er nu ulæselige. 

## Indhold

### Første kodeks
Det første kodeks indeholder fire prosaværker på angelsaksisk: en kopi af kong Alfreds oversættelse af Augustins Soliloquies, en oversættelse af Nikodemusevangeliet, Salomo og Saturn og et fragment af Livet til Sankt Quintinus.

### Andet kodeks
Det andet kodeks begynder med tre prosaværker: et om Livet til Sankt Kristoffer, Østens underværker (en beskrivelse af fjerne lande og deres fantastiske væsener og beboere), og en oversættelse af Aleksanders brev til Aristoteles.
Disse bliver fulgt af det store digt om Beovulf, som optager det meste af bindet, og Judith, en poetisk genfortælling af dele af Judits Bog. Stor slitage på den sidste side af Beovulf, sammen med andre faktorer, fx huller fra bogorme, tyder på, at Judith ikke oprindelig var en del af manuskriptet, selv om det er udformet i samme skrift som de sidste dele af Beovulf.
Det i nogen grad eklektiske tekstudvalg har ført til debat om, hvorfor netop disse værker blev valgt. En teori er, at der er en tematisk hensigt: de fem første værker handler om monstre, bæster eller uhyrlig opførsel. Specielt Østens underværker synes afledt af den latinske tradition for dyrefabler. 

## Eksterne links
- billeder fra manuskriptet